# Sei Muroya
Sei Muroya (n. 5 aprilie 1994, Prefectura Osaka, Japonia) este un fotbalist japonez.
Muroya a debutat la echipa națională a Japoniei în anul 2017.

## Statistici
| Japonia | Japonia | Japonia |
| An      | Meciuri | Goluri  |
| ------- | ------- | ------- |
| 2017    | 1       | 0       |
| 2018    | 3       | 0       |
| 2019    | 6       | 0       |
| 2020    | 2       | 0       |
| Total   | 12      | 0       |